# Ring belge R26
 (novembre 2021).
Si vous disposez d'ouvrages ou d'articles de référence ou si vous connaissez des sites web de qualité traitant du thème abordé ici, merci de compléter l'article en donnant les références utiles à sa vérifiabilité et en les liant à la section « Notes et références ».
Le ring belge R26, officiellement la ceinture périphérique R26, appelé localement le ring 26, est une voie circulaire, d'une longueur de 6,3 kilomètres, qui fait le tour de la ville de Diest. Son nom est localement abrégé en « le Ring » en français et « de Ring » en néerlandais ; il est indiqué par le sigle « R26 » sur les panneaux de signalisation.
Il comporte le plus souvent une voie de circulation dans chaque sens (deux, trois ou quatre voies pour certaines sorties et certains carrefours).

## Caractéristiques

### Tracé, longueur et bornage
Sur la plus grande partie de son parcours, le Ring 26 contourne le centre-ville à l'exception de la partie sud qui en est très proche. Il s'en rapproche entre deux intersections, celles avec les routes nationales 10 et 29 et avec la route nationale 2.
Il est situé au niveau du sol sur la totalité de son tracé à l'exception de certains ponts pour franchir des cours d'eau et des voies ferrées. Le Démer est franchi à l'aide de trois ponts et la voie ferrée à l'aide de deux ponts.
La longueur totale de l'ouvrage est de 6 300 mètres environ.

Le système de bornage du Ring 26 est constitué de points kilométriques (km), distants d'une longueur de 100 mètres. Le point 0 est situé à l'intersection avec la route nationale 127. Les points kilométriques sont croissants dans le sens des aiguilles d'une montre. Ce bornage est matérialisé par des panneaux de signalisation. La signalisation se situe sur le côté extérieur et est transcrite de trois façons différents : un panneau blanc et rouge avec l'inscription en kilomètres et le numéro du ring, un panneau blanc et bleu avec l'inscription du nombre de mètres et le numéro du ring et un panneau blanc avec une inscription du nombre de mètres en bordeaux.

Les signalisations du bornage kilométrique sur le ring
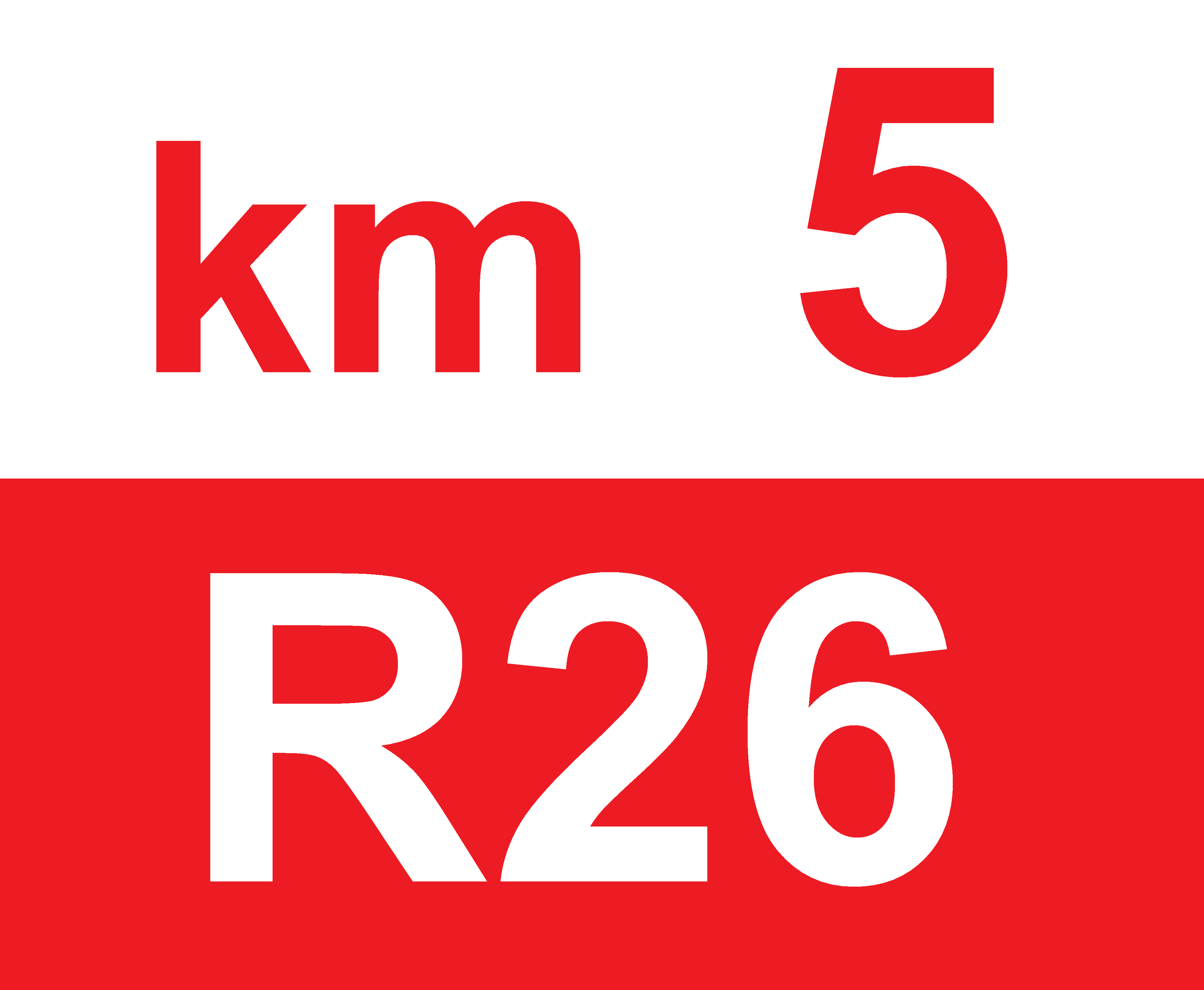
Bornage kilométrique exacte avec numéro du ring
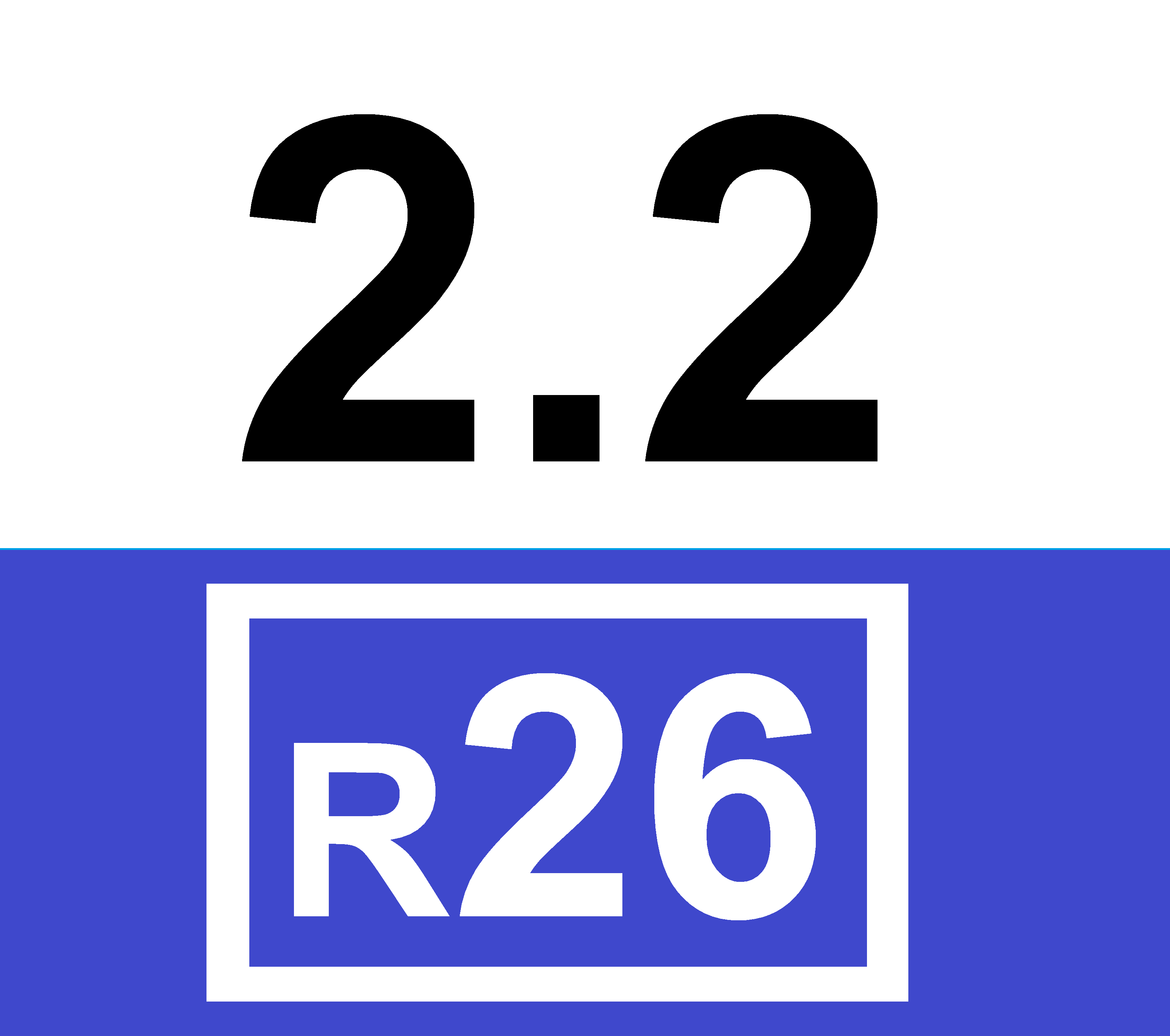
Bornage kilométrique avec le nombre de mètres et le numéro du ring
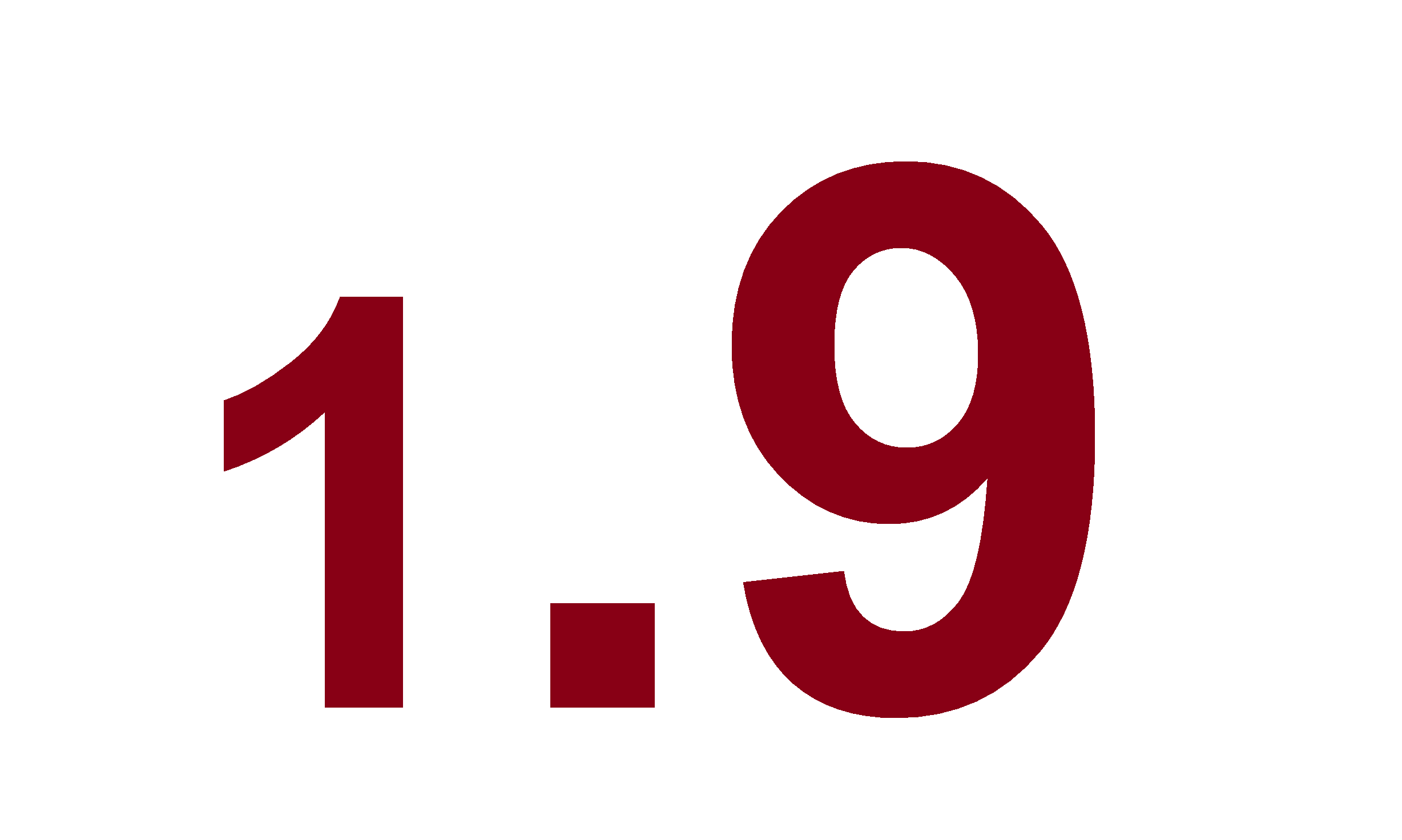
Bornage kilométrique simplifié

### Structure
La ceinture périphérique R26 de Diest est constituée à certains endroits de deux chaussées séparées et concentriques, notamment pour la section près du centre-ville. La chaussée intérieure est la chaussée la plus proche du centre de Diest où, du fait de la circulation à droite sur les voies belges, les véhicules le parcourent dans le sens horaire (sens des aiguilles d'une montre). À l'inverse, la chaussée extérieure est la chaussée la plus éloignée du centre de Diest, la circulation s'y effectue dans le sens trigonométrique (sens inverse des aiguilles d'une montre).
On pourrait diviser la ceinture périphérique en cinq sections : la première entre les sections avec la route nationale 127 et la route nationale 29, la deuxième entre la section avec la route nationale 29 et le carrefour giratoire avec la Weerstandsplein, la troisième entre ce carrefour giratoire et celui avec la route nationale 2 et la Hasseltsestraat, la quatrième entre ce carrefour giratoire et la route nationale 10 et la dernière entre ce croisement et celui avec la route nationale 127 au point kilométrique 0.
| Croisements | Dénomination                                                                                          | Destinations                                                     | Point Kilométrique                 |
| ----------- | --- | ---------------------------------------------------------------- | ---------------------------------- |
| -           | Intersection avec la route nationale 127 et la Holleweg                                               | Laakdal                                                          | 0.0                                |
|             | Intersection avec la Groenstraat                                                                      | Nord de la ville à l'intérieur du ring                           | 0.5                                |
|             | Intersection avec la Diesterestraat                                                                   | Nord de la ville à l'extérieur du ring                           | 0.7                                |
|             | Intersection avec la Lazarijstraat                                                                    | Nord de la ville à l'intérieur du ring                           | 0.8                                |
|             | Intersection avec les rues Lazarijstraat et Fort Leopold                                              | Nord de la ville à l'extérieur du ring                           | 0.9                                |
| -           | Intersection avec la route nationale 29                                                               | E 313 - Beringen                                                 | 1.2                                |
|             | Intersection avec la Turnhoutsebaan                                                                   | Gare de Diest                                                    | 1.3                                |
|             | Rond-point à 2 sorties : 1ere sortie (Weerstandsplein), 2e sortie (R26)                               | Nord du centre-ville                                             | 1.5                                |
|             | Feu de circulation au croisement avec la Schaffensestraat                                             | Nord du centre-ville                                             | 1.8                                |
|             | Intersection avec la Pesthuizenstraat                                                                 | Est du centre-ville                                              | 2.5                                |
|             | Intersection avec la Sint-Jansveld et la Vervoortstraat                                               | Sud-est du centre-ville et de la ville extérieure au ring        | 3.0                                |
|             | Intersection avec la Nicolas Welterstraat                                                             | Sud du centre-ville                                              | 3.3                                |
| -           | Rond-point à quatre sorties dont une avec la route nationale 2 et une autre avec la Hasseltstraat     | E 314 - sud du centre-ville                                      | 3.5                                |
|             | Intersection avec la Arthur van Ooststraat                                                            | Sud du centre-ville                                              | 3.6                                |
|             | Intersections avec la Kauterhoek et la Speelhofstraat                                                 | Sud du centre-ville et de la ville extérieure au ring            | 3.7                                |
| - /         | Rond-point à quatre sorties dont une avec la route nationale 2 - 29 et l'autre avec la Leuvensestraat | E 314 - sud-ouest du centre-ville                                | 4.0                                |
|             | Deux intersections créant une boucle avec la Delphine Alenuslaan                                      | Accès à des maisons                                              | 49.0 (PK de la route nationale 10) |
| -           | Feu de circulation au croisement entre la route nationale 10 et la Citadellaan                        | Aarschot - Citadellaan en direction de la route nationale 2 - 29 | 4.3                                |
|             | Croisement avec la Steineweg                                                                          | Ouest de la ville extérieure au ring                             | 4.6                                |
|             | Croisement avec la Zichemseweg                                                                        | Ouest de la ville extérieure au ring                             | 4.7                                |
|             | Rond-point à quatre sorties dont deux avec la Nijverheidslaan                                         | Nord-ouest de la ville et de la ville extérieure au ring         | 5.5                                |
|             | Bretelles en provenance ou en direction de la Fabrielsstraat                                          | Nord                                                             | 5.7                                |

### Voies de circulation
Le ring commence en 2 × 1 bandes sur 100 mètres puis il passe en 1 × 1 bande avant de devenir une 1 × 2 bandes au niveau du point kilométrique 1.1 jusqu'à l'intersection avec la route nationale 129. Entre ce carrefour et le carrefour giratoire avec la Weerstandsplein, le ring est en 2 × 1 bandes. Ensuite, jusqu'au kilomètre 3, le ring est principalement en 1 × 1 bande à l'exception de trois sorties pour rejoindre des rues adjacentes. Entre ce point kilométrique et le carrefour giratoire avec la route nationale 2, la ceinture périphérique est en 2 × 2 bandes. Elle repasse en 1 × 1 bande jusqu'au point kilométrique 49 de la route nationale 10 (tracé partagé avec le ring). Jusqu'au croisement avec cette dernière, elle se transforme successivement en 1 × 2 bandes, 1 × 3 bandes et 1 × 4 bandes ; c'est de fait le plus grand croisement du ring R26. Directement après le croisement, elle est sur une courte distance en 3 × 1 bandes et devient une 1 × 1 bande jusqu'au point kilométrique 0, à l'exception de deux sorties et de deux approchements d'un carrefour giratoire.

## Équipements
Le ring est entouré d'une piste cyclable marquée en rouge sur tout le long, tant à l'extérieur qu'à l'intérieur, séparée de la chaussée par des espaces de parkings le long de la chaussée, des terre-pleins, des espaces verts, de l'herbe, des arbres ou des barrières et poteaux. Ces pistes cyclables, en dehors de l'agglomération en elle-même, peuvent être utilisées en tant que trottoir par les piétons.
Des terre-pleins en bétons séparent la voirie en deux en approche de la route nationale 29, du carrefour giratoire avec la Weerstandsplein, entre ce dernier et le croisement avec la Schaffensestraat, entre le point kilométrique 2.9 et le point kilométrique 49 de la route nationale 10 et à l'approche du carrefour giratoire avec la Nijverhelslaan. Par certains endroit, surtout au niveau du centre-ville, le terre-plein comprend des rangées d'arbres.
Des bus circulent sur certaines parties du ring avec des emplacements d'arrêts spécifiquement conçus pour les bus.